# Ty (seriál)
Ty (v anglickém originále You) je americký psychologický thrillerový televizní seriál stanice Lifetime, jehož tvůrci jsou Greg Berlanti a Sera Gamble. Seriál měl premiéru 9. září 2018. Hlavní role hrají Penn Badgley, Elizabeth Lail, Luca Padovan, Zach Cherry a Shay Mitchell. V červenci 2018 stanice Lifetime objednala druhou řadu, ta měla premiéru dne 26. prosince 2019. V lednu 2020 byl seriál obnoven pro třetí řadu, která měla premiéru dne 15. října 2021. V říjnu 2021 byla objednána čtvrtá řada, která vyšla na Netflixu v únoru 2023. Vydána byla pouze polovina dílů, další polovina bude zveřejněna v březnu.

## Synopse
Seriál začíná příběhem Joea Golberga, manažera knihkupectví, který se zamiluje do zákaznice Beck a stane se jí posedlý.

## Obsazení

### Hlavní role
- Penn Badgley jako Joe Goldberg: manažer knihkupectví, stalker Becky
- Elizabeth Lail jako Guinevere Beck: studentka (1. řada)
- Luca Padovan jako Paco: Joeův soused
- Zach Cherry jako Ethan: pracovník knihkupectví
- Shay Mitchell jako Peach Salinger: Beckyina kamarádka (1. řada)
- Victoria Pedretti jako Love Quinn, šéfkuchařka a guru v Los Angeles (2. řada)
- James Scully jako Forty Quinn, problémový bratr Love (2. řada)
- Jenna Ortega jako Ellie Alves, teengerka, která vyrostla ve velkém městě až moc rychle (2. řada)
- Ambyr Childers jako Candace, Joeho bývalá přítelkyně (2. řada, vedlejší řada – 1. řada)
- Carmela Zumbado jako Delilah Alves, reportérka (2. řada)

### Vedlejší role
- Daniel Cosgrove jako Ron (1. řada)
- Kathryn Gallagher jako Annika
- Nicole Kang jako Lynn: Beckyina kamarádka
- Victoria Cartagena jako Claudia: kamarádky Beck
- Mark Blum jako pan Mooney: Joeův bývalý zaměstnavatel
- Hari Nef jako Blythe
- John Stamos jako doktor Nicky: Beckyin terapeut
- Ambyr Childers jako Candace: Joeova bývalá přítelkyně
- Adwin Brown jako Calvin, manažer obchodu (2. řada)
- Robin Lord Taylor jako Will (2. řada)
- Marielle Scott jako Lucy (2. řada)
- Chris D'Elia jako Henderson (2. řada)
- Charlie Barnett jako Gabe (2. řada)
- Melanie Field jako Sunrise (2. řada)
- Magda Apanowicz jako Sandy (2. řada)
- Danny Vasquez jako Fincher (2. řada)

### Hostující role
- Reg Rogers jako profesor Paul Leahy
- Lou Taylor Pucci jako Benji: Beckyin přítel (1. řada)
- Michael Park jako Edwin Beck: Beckyin otec
- Emily Bergl jako Nancy Whitesell: Edwinova nová manželka
- Natalie Paul jako Karen Minty: Joeova nová přítelkyně
- Michael Maize jako strážník Nico

## Seznam dílů

### První řada (2018)
| Č. v seriálu | Č. v řadě | Původní název                 | Režie              | Scénář                           | Premiéra v USA     |
| ------------ | --------- | ----------------------------- | ------------------ | -------------------------------- | ------------------ |
| 1            | 1         | Pilot                         | Lee Toland Krieger | Greg Berlanti a Sera Gamble      | 9. září 2018       |
| 2            | 2         | The Last Nice Guy in New York | Lee Toland Krieger | Sera Gamble                      | 16. září 2018      |
| 3            | 3         | Maybe                         | Marcos Siega       | April Blair                      | 23. září 2018      |
| 4            | 4         | The Captain                   | Vic Mahoney        | Michael Foley                    | 30. září 2018      |
| 5            | 5         | Living with the Enemy         | Marta Cunningham   | Neil Reynolds                    | 8. října 2018      |
| 6            | 6         | Amour Fou                     | Marcos Siega       | Adria Lang                       | 14. října 2018     |
| 7            | 7         | Everythingship                | Kellie Cyrus       | April Blair a Amanda Zetterström | 21. října 2018     |
| 8            | 8         | You Got Me, Babe              | Erin Feeley        | Caroline Kepnes                  | 28. října 2018     |
| 9            | 9         | Candace                       | Martha Mitchell    | Kelli Breslin a Michael Foley    | 4. listopadu 2018  |
| 10           | 10        | Bluebeard's Castle            | Marcos Siega       | Sera Gamble a Neil Reynolds      | 11. listopadu 2018 |

### Druhá řada
| Č. v seriálu | Č. v řadě | Původní název                      | Režie                 | Scénář                           | Premiéra v USA    |
| ------------ | --------- | ---------------------------------- | --------------------- | -------------------------------- | ----------------- |
| 11           | 1         | A Fresh Start                      | Kevin Rodney Sullivan | Sera Gamble                      | 26. prosince 2019 |
| 12           | 2         | Just The Tip                       | Silver Tree           | Michael Foley                    | 26. prosince 2019 |
| 13           | 3         | What Are Friends For?              | John Scott            | Neil Reynolds                    | 26. prosince 2019 |
| 14           | 4         | The Good, the Bad, & the Hendy     | DeMane Davis          | Justin W. Lo                     | 26. prosince 2019 |
| 15           | 5         | Have a Good Wellkend, Joe!         | Cherie Nowlan         | Amanda Johnson-Zetterström       | 26. prosince 2019 |
| 16           | 6         | Farewell, My Bunny                 | Meera Menon           | Adria Lang                       | 26. prosince 2019 |
| 17           | 7         | Ex-istential Crisis                | Shannon Kohli         | Kelli Breslin                    | 26. prosince 2019 |
| 18           | 8         | Fear and Loathing in Beverly Hills | Harry Jierjian        | Kara Lee Corthron & Justin W. Lo | 26. prosince 2019 |
| 19           | 9         | P.I. Joe                           | Silver Tree           | Michael Foley & Mairin Reed      | 26. prosince 2019 |
| 20           | 10        | Love, Actually                     | Silver Tree           | Sera Gamble & Neil Reynolds      | 26. prosince 2019 |

### Třetí řada
| Č. v seriálu | Č. v řadě | Původní název                     | Režie           | Scénář                                    | Premiéra v USA |
| ------------ | --------- | --------------------------------- | --------------- | ----------------------------------------- | -------------- |
| 21           | 1         | And They Lived Happily Ever After | Silver Tree     | Sera Gamble & Mairin Reed                 | 15. října 2021 |
| 22           | 2         | So I Married an Axe Murderer      | Silver Tree     | Neil Reynolds & Kelli Breslin             | 15. října 2021 |
| 23           | 3         | Missing White Woman Syndrome      | John Scott      | Kara Lee Corthron & Justin W. Lo          | 15. října 2021 |
| 24           | 4         | Hands Across Madre Linda          | John Scott      | Hillary Benefiel & Michael Foley          | 15. října 2021 |
| 25           | 5         | Into the Woods                    | Silver Tree     | Mairin Reed & Amanda Johnson-Zetterström  | 15. října 2021 |
| 26           | 6         | W.O.M.B.                          | Silver Tree     | Kelli Breslin & Kara Lee Corthron         | 15. října 2021 |
| 27           | 7         | We're All Mad Here                | Pete Chatmon    | Justin W. Lo & Amanda Johnson-Zetterström | 15. října 2021 |
| 28           | 8         | Swing and a Miss                  | Pete Chatmon    | AB Chao & Dylan Cohen                     | 15. října 2021 |
| 29           | 9         | Red Flag                          | Sasha Alexander | Michael Foley & Mairin Reed               | 15. října 2021 |
| 30           | 10        | What Is Love?                     | Silver Tree     | Sera Gamble & Neil Reynolds               | 15. října 2021 |

### Čtvrtá řada
| Č. v seriálu | Č. v řadě | Původní název                             | Režie            | Scénář                                        | Premiéra v USA |
| ------------ | --------- | ----------------------------------------- | ---------------- | --------------------------------------------- | -------------- |
| 31           | 1         | Joe Takes a Holiday                       | John Scott       | Sera Gamble & Leo Richardson                  | 9. února 2023  |
| 32           | 2         | Portrait of the Artist                    | John Scott       | Kara Lee Corthron & Neil Reynolds             | 9. února 2023  |
| 33           | 3         | Eat the Rich                              | Shamim Sarif     | Justin W. Lo & Mairin Reed                    | 9. února 2023  |
| 34           | 4         | Hampsie                                   | Harry Jierjian   | Michael Foley & Amanda Johnson-Zetterström    | 9. února 2023  |
| 35           | 5         | The Fox and the Hound                     | Harry Jierjian   | Hillary Benefiel & Dylan Cohen                | 9. února 2023  |
| 36           | 6         | Best of Friends                           | John Scott       | Justin W. Lo & Leo Richardson                 | 9. března 2023 |
| 37           | 7         | Good Man, Cruel World                     | Rachel Leiterman | Ab Chao & Neil Reynolds                       | 9. března 2023 |
| 38           | 8         | Where Are You Going, Where Have You Been? | Rachel Leiterman | Kara Lee Corthron & Mairin Reed               | 9. března 2023 |
| 39           | 9         | She's Not There                           | Penn Badgley     | Hillary Benefiel & Amanda Johnson-Zetterström | 9. března 2023 |
| 40           | 10        | The Death of Jonathan Moore               | Harry Jierjian   | Michael Foley & Sera Gamble                   | 9. března 2023 |

## Produkce
V únoru roku 2015 bylo oznámeno, že Greg Berlanti a Sera Gamble vytvářejí seriál inspirovaný románem Ty od Caroline Kepnesové. O dva roky později seriál zakoupila stanice Lifetime. V dubnu roku 2017 stanice objednala prvních deset dílů. V červenci 2018, před premiérou první řady, oznámila produkci druhé řady. První řada se natáčela v New Yorku do 19. prosince 2017.